# Erebia elisabethae
Erebia elisabethae är en fjärilsart som beskrevs av B.C.S Warren 1936. Erebia elisabethae ingår i släktet Erebia och familjen praktfjärilar. Inga underarter finns listade i Catalogue of Life.